# Euthypoda kanguroo
Euthypoda kanguroo är en insektsart som först beskrevs av Francois Jules Pictet de la Rive 1888.  Euthypoda kanguroo ingår i släktet Euthypoda och familjen vårtbitare. Inga underarter finns listade i Catalogue of Life.